# Кампаньяк (Тарн)
Кампанья́к (фр. Campagnac, окс. Campanhac) — коммуна во Франции, находится в регионе Юг — Пиренеи. Департамент — Тарн. Входит в состав кантона Виньобль и Бастид. Округ коммуны — Альби.
Код INSEE коммуны — 81056.

## География
Коммуна расположена приблизительно в 540 км к югу от Парижа, в 60 км северо-восточнее Тулузы, в 27 км к северо-западу от Альби.

## Климат
Климат умеренно-океанический. Зима мягкая и дождливая, лето жаркое с частыми грозами. Ветры довольно редки.

## Население
Население коммуны на 2010 год составляло 115 человек.
| 1962 | 1968 | 1975 | 1982 | 1990 | 1999 | 2010 |
| ---- | ---- | ---- | ---- | ---- | ---- | ---- |
| 155  | 139  | 130  | 113  | 109  | 114  | 115  |

## Экономика
В 2007 году среди 53 человек в трудоспособном возрасте (15—64 лет) 40 были экономически активными, 13 — неактивными (показатель активности — 75,5 %, в 1999 году было 60,0 %). Из 40 активных работали 37 человек (22 мужчины и 15 женщин), безработных было 3 (0 мужчин и 3 женщины). Среди 13 неактивных 1 человек был учеником или студентом, 9 — пенсионерами, 3 были неактивными по другим причинам.